# Konung Gustav V
Die Konung Gustav V war ein schwedisches Eisenbahnfährschiff, das von 1910 bis 1968 auf der Ostsee verkehrte.

## Bau und technische Daten
Das Schiff lief im Juni 1909 mit der Werftnummer 402 auf der Werft Lindholmens Verkstad in Göteborg für die schwedische Staatsbahn Statens Järnvägar vom Stapel. Es war nahezu baugleich mit der im Februar 1909 auf der Werft von Swan, Hunter & Wigham Richardson in Newcastle upon Tyne, England, vom Stapel gelaufenene Drottning Victoria. Die Konung Gustav V war 113,47 m lang und 16,24 m breit und hatte 5,18 m Tiefgang. Sie war mit 3268 BRT vermessen und verdrängte 2402 Tonnen. Zwei 3-Zylinder Dampfmaschinen von Motala mit 5800 PS verliehen ihr eine Höchstgeschwindigkeit von 16 Knoten. Das Schiff konnte auf zwei Gleisen von insgesamt 165 m Länge bis zu 18 Reisezugwagen aufnehmen und hatte Platz für bis zu 975 Passagiere. Im Frühjahr 1953 wurde die Feuerung von Kohle auf Öl umgestellt.

## Laufbahn
Das Schiff wurde am 9. März 1910 an die Statens Järnvägar ausgeliefert und nahm am 14. März 1910 den Linienfährdienst auf der am 6. Juli 1909 eröffneten sogenannten „Königslinie“ zwischen Trelleborg (Schweden) und Saßnitz (Rügen) auf. Zwar beorderte Schweden seine Schiffe am 1. August 1914 beim Ausbruch des Ersten Weltkriegs aus Sicherheitsgründen nach Schweden zurück, aber schon am 21. August 1914 nahm die Konung Gustav V ihren Liniendienst wieder auf (Das deutsche Fährschiff Preußen lief ab 30. Oktober 1914 ebenfalls wieder auf der „Königslinie“). Erst im Zweiten Weltkrieg wurden der zivile Personenverkehrs auf der „Königslinie“ am 27. Februar 1942 und der gesamte Fährverkehr am 26. September 1944 eingestellt. Zuvor war am 26. Februar 1942 das schwedische Fährschiff Starke vor Rügen auf eine Treibmine gelaufen und in 25 m Tiefe gesunken, und am 19. Oktober 1942 hatte das sowjetische U-Boot D 2 das deutsche Fährschiff Deutschland mit einem Torpedo schwer beschädigt und die Konung Gustav V mit einem zweiten Torpedo verfehlt.

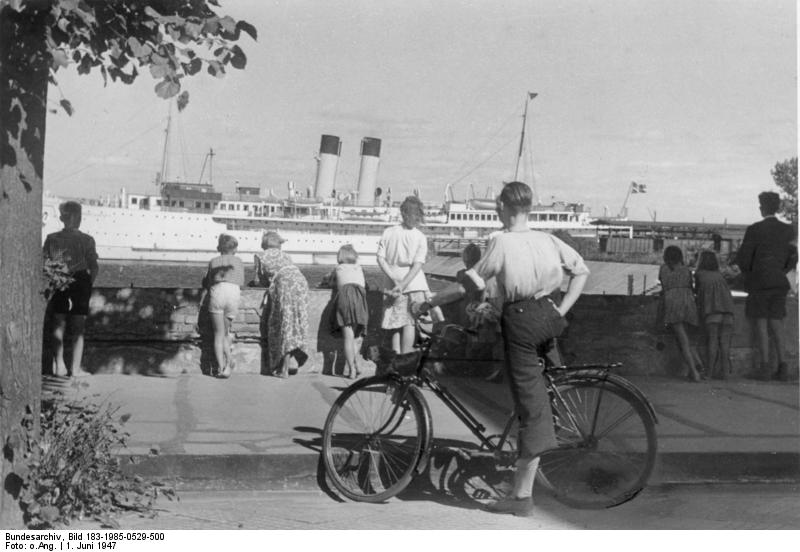
Erste Nachkriegsankunft der Konung Gustav V in Warnemünde am 11. Juni 1947

Nach dem Ende des Kriegs versah die Konung Gustav V wie auch ihr Schwesterschiff Drottning Victoria und ab 1946 auch die 1931 hinzugekommene Starke zunächst ab November 1945 Fährdienst von Trelleborg nach Danzig und ab 25. April 1946 nach Gdingen. Dabei wurden mehr als 1300 Eisenbahnwagen nach Polen transportiert, die Schweden als Beitrag zum Nachkriegswiederaufbau zur Verfügung stellte. Der Fährdienst nach Polen wurde im Februar 1948 nach Odra Port, Swinemünde, verlegt. Erst am 11. Juni 1947 begannen die schwedischen Schiffe auf der Strecke Trelleborg–Warnemünde wieder den Fährbetrieb mit Deutschland. Nachdem am 10./11. März 1948 auf der Konung Gustav V erfolgreiche Verhandlungen der Schwedischen Staatsbahn, der Deutschen Reichsbahn und der Sowjetischen Militäradministration über die Wiederaufnahme des Fährverkehrs nach Saßnitz stattgefunden hatten, nahm das Schiff am 16. März 1948 den Fährverkehrs Trelleborg–Saßnitz wieder auf und lief an diesem Tage erstmals wieder in Saßnitz ein. Vom 4. Oktober 1952 bis zum 17. August 1953 wurde der Fährverkehr nach Saßnitz auf Anordnung der Sowjetischen Militäradministration erneut eingestellt und stattdessen nach Warnemünde umgeleitet. Im Sommer 1953 versah die Konung Gustav V, die im Frühjahr mit einer Ölfeuerung versehen worden war, außerdem Dienst zwischen Trelleborg und Travemünde. 
Dem anwachsenden Transitverkehr auf der Fährlinie Saßnitz–Trelleborg waren die alten Zweigleisfähren allmählich wegen ihrer begrenzten Kapazität und technischen Leistungsfähigkeit nicht mehr gewachsen, sodass Neubauten notwendig wurden. Nachdem auf der Grundlage eines Regierungsabkommens zwischen Schweden und der DDR wieder ein gemeinschaftlich betriebener Fährdienst eingerichtet worden war, um die finanziellen Lasten zwischen der Schwedischen Staatsbahn und der Deutschen Reichsbahn angemessen zu teilen, konnte dies geschehen. Im April 1958 wurde die Drottning Victoria durch die neue schwedische Viergleisfähre Trelleborg, die auch über ein separates Autodeck verfügte, ersetzt. Als im Juli 1959 auch die neue Reichsbahn-Fähre Sassnitz einsatzbereit war, wurde auch die Konung Gustav V aus dem regelmäßigen Linienverkehr entfernt. Die beiden betagten Schiffe wurden als Reserve-Fähren in Trelleborg aufgelegt und dienten nur noch bei Bedarf (entweder als Vertretung bei Werftliegezeiten der neuen Schiffe oder als Verstärkung in der Sommersaison) auf ihrer angestammten Strecke oder auf der Route Malmö–Kopenhagen. Ansonsten dienten sie in den Sommermonaten dem 1953 eröffneten Ausflugsverkehr zwischen Travemünde und Trelleborg.
1968 wurde die Konung Gustav V zum Abbruch verkauft und in Ystad verschrottet.